# Enrique Osvaldo Rodríguez
Enrique Osvaldo Rodríguez (Buenos Aires, 12 de mayo de 1941) es un abogado y político argentino, que ejerció como Ministro de Trabajo de su país durante la presidencia de Carlos Menem.

## Biografía
Se recibió de abogado en la Universidad de Belgrano y ejerció como abogado laboralista.
Fue elegido diputado nacional por el Partido Justicialista en el año 1987.
En 1991 fue nombrado Subsecretario de Trabajo de la Nación, ascendiendo al cargo de Secretario de Trabajo al año siguiente, y a fines del mismo año de 1992 fue nombrado Ministro de Trabajo por el presidente Carlos Menem. Ejerció su cargo hasta diciembre del año siguiente. Durante su gestión se agudizó el enfrentamiento entre los sindicalistas ortodoxos que apoyaban al presidente y los opositores, que poco después de su salida formarían la Central de Trabajadores de la Argentina.
Tras su paso por el cargo se apartó del Partido Justicialista y se unió a Nueva Dirigencia, el grupo creado por Gustavo Béliz. Fue miembro de la Convención Constituyente de la Ciudad Autónoma de Buenos Aires en el año 1996. Al año siguiente fue elegido legislador de la ciudad por el partido Nueva Dirigencia.
Posteriormente fue Ministro de la Producción del gobierno de la Ciudad Autónoma de Buenos Aires, durante la gestión de Jorge Telerman.
Posteriormente se dedicó a la actividad privada, como presidente de una Obra Social (OSPOCE).